# 위불해
위불해(魏不害, ? ~ ?)는 전한 중기의 관료이다.

## 생애
무제 때, 공손용(公孫勇)과 호천(胡倩)이 무제의 사자를 사칭하여 반란을 일으키려 하였다. 공손용 등은 기병 수십 기를 대동하고는 도적을 잡는다는 핑계를 대며 진류의 전사(傳舍, 여행객이 머무르는 숙소)에 머물렀는데, 회양태수 전광명은 이들의 행각을 알아차리고 바로 체포에 나섰다. 이때 어현(圉縣)의 수위(守尉)였던 위불해는 강덕 · 소창과 함께 이들을 모두 잡아들였고, 공적을 인정받아 당도후(當塗侯)에 봉해졌다.
후원 2년(기원전 87년), 태상에 임명되었으나 6년 후 문제의 종묘의 기왓장이 바람에 날아간 책임을 물어 면직되었다.
시호를 강이라 하였고, 작위는 아들 위성이 이었다.
안사고는 《한서》 권27에 보이는 중위 불해가 곧 위불해라고 하였으나, 근거는 알 수 없다.

## 출전
- 반고, 《한서》 권17 경무소선원성공신표·권19하 백관공경표 下·권90 혹리전

| 전임 역종근 | 전한의 태상 기원전 87년 ~ 기원전 81년 | 후임 강덕 |

| 선대 (첫 봉건) | 전한의 당도후 기원전 91년 ~ ? | 후대 아들 당도애후 위성 |